# UCI Asia Tour 2015
Die UCI Asia Tour 2015 ist die elfte Austragung des zur Saison 2005 vom Weltradsportverband UCI eingeführten asiatischen Straßenradsport-Kalenders unterhalb der UCI WorldTour, der zu den UCI Continental Circuits gehört. Die Saison beginnt am 1. Januar 2015 und endet am 31. Dezember 2015.
Die Eintagesrennen und Etappenrennen der UCI Asia Tour sind in drei Kategorien (HC, 1 und 2) eingeteilt. Bei jedem Rennen werden Punkte für eine Gesamtwertung der Fahrer, Mannschaften und Nationen vergeben. An dieser Mannschaftswertung nehmen die Professional Continental Teams und die Continental Teams teil. An der Nationenwertung nehmen nur die Nationen des Kontinents teil, gezählt werden aber die Ergebnisse aller Circuits. An den einzelnen Rennen können auch UCI WorldTeams teilnehmen, die von Fahrern der WorldTeams erzielten Platzierungen bleiben aber für die Rankings außer Betracht.

Zu den Regeln der einzelnen Ranglisten: 

## Februar
| Datum   | Rennen                                      | Kat. | Sieger         | Team                            |
| ------- | ------------------------------------------- | ---- | -------------- | ------------------------------- |
| 1.–4.   | Le Tour de Filipinas                        | 2.2  | Thomas Lebas   | Bridgestone Anchor Cycling Team |
| 4.–7.   | Dubai Tour                                  | 2.HC | Mark Cavendish | Etixx-Quick Step                |
| 8.–13.  | Tour of Qatar                               | 2.HC | Niki Terpstra  | Etixx-Quick Step                |
| 11.     | Asienmeisterschaft – Straßenrennen (U23)    | CC   | Yuma Koishi    | Japan                           |
| 12.     | Asienmeisterschaft – Straßenrennen          | CC   | Hossein Askari | Iran                            |
| 13.     | Asienmeisterschaft – Einzelzeitfahren (U23) | CC   | Park Sang-hoon | Südkorea                        |
| 14.     | Asienmeisterschaft – Einzelzeitfahren       | CC   | Hossein Askari | Iran                            |
| 17.–22. | Tour of Oman                                | 2.HC | Rafael Valls   | Lampre-Merida                   |

## März
| Datum   | Rennen           | Kat. | Sieger              | Team                      |
| ------- | ---------------- | ---- | ------------------- | ------------------------- |
| 8.–15.  | Tour de Langkawi | 2.HC | Youcef Reguigui     | MTN-Qhubeka               |
| 22.–26. | Tour de Taiwan   | 2.1  | Mirsamad Pourseyedi | Tabriz Petrochemical Team |

## April
| Datum | Rennen           | Kat. | Sieger            | Team              |
| ----- | ---------------- | ---- | ----------------- | ----------------- |
| 1.–6. | Tour of Thailand | 2.2  | Yasuharu Nakajima | Aisan Racing Team |

## Mai
| Datum   | Rennen                  | Kat. | Sieger              | Team                         |
| ------- | ----------------------- | ---- | ------------------- | ---------------------------- |
| 6.–9.   | Tour de Banyuwangi Ijen | 2.2  | Peter Pouly         | Singha Infinite Cycling Team |
| 17.–24. | Tour of Japan           | 2.1  | Mirsamad Pourseyedi | Tabriz Petrochemical Team    |
| 28.–31. | Tour de Kumano          | 2.2  | Benjamín Prades     | Matrix Powertag              |
| 28.–2.  | Tour of Iran            | 2.1  | Mirsamad Pourseyedi | Tabriz Petrochemical Team    |

## Juni
| Datum  | Rennen        | Kat. | Sieger     | Team            |
| ------ | ------------- | ---- | ---------- | --------------- |
| 7.–14. | Tour de Korea | 2.1  | Caleb Ewan | Orica-GreenEdge |

## Juli
| Datum  | Rennen               | Kat. | Sieger          | Team        |
| ------ | -------------------- | ---- | --------------- | ----------- |
| 5.–18. | Tour of Qinghai Lake | 2.HC | Radoslav Rogina | Adria Mobil |

## September
| Datum   | Rennen           | Kat. | Sieger               | Team               |
| ------- | ---------------- | ---- | -------------------- | ------------------ |
| 11.–13. | Tour de Hokkaidō | 2.2  | Riccardo Stacchiotti | Nippo-Vini Fantini |

## Oktober
| Datum   | Rennen             | Kat. | Sieger         | Team                   |
| ------- | ------------------ | ---- | -------------- | ---------------------- |
| 2.–9.   | Tour of China I    | 2.1  | Daniele Colli  | Nippo-Vini Fantini     |
| 3.–11.  | Tour de Singkarak  | 2.2  | Arvin Moazzemi | Pishgaman Yazd         |
| 4.      | Tour of Almaty     | 1.1  | Alexei Luzenko | Astana Pro Team        |
| 8.–11.  | Abu Dhabi Tour     | 2.1  | Esteban Chaves | Orica-GreenEdge        |
| 11.–18. | Tour of China II   | 2.1  | Mattia Gavazzi | Amore & Vita-Selle SMP |
| 18.     | Japan Cup          | 1.HC | Bauke Mollema  | Trek Factory Racing    |
| 20.–28. | Tour of Hainan     | 2.HC | Sacha Modolo   | Lampre-Merida          |
| 31.–8.  | Tour of Taihu Lake | 2.1  | Jakub Mareczko | Southeast              |
| 31.–4.  | Tour of Borneo     | 2.2  | Peeter Pruus   | Rietumu-Delfin         |

## November
| Datum   | Rennen                             | Kat. | Sieger              | Team                           |
| ------- | ---------------------------------- | ---- | ------------------- | ------------------------------ |
| 8.      | Tour de Okinawa                    | 1.2  | Jason Christie      | Avanti Racing Team             |
| 10.–11. | Tour of Yancheng Coastal Wetlands  | 2.2  | Evaldas Šiškevičius | Team Marseille 13 KTM          |
| 14.–16. | Tour of Fuzhou                     | 2.2  | Rahim Ememi         | Pishgaman Yazd                 |
| 28.–1.  | Sharjah International Cycling Tour | 2.2  | Soufiane Haddi      | Skydive Dubai Pro Cycling Team |

## Dezember
| Datum   | Rennen             | Kat. | Sieger            | Team                           |
| ------- | ------------------ | ---- | ----------------- | ------------------------------ |
| 2.      | UAE Cup            | 1.2  | Maher Hasnaoui    | Skydive Dubai Pro Cycling Team |
| 9.–13.  | Jelajah Malaysia   | 2.2  | Francisco Mancebo | Skydive Dubai Pro Cycling Team |
| 16.–19. | Tour of Al Zubarah | 2.2  | Maher Hasnaoui    | Skydive Dubai Pro Cycling Team |

## Gesamtwertung
(Endstand: 31. Dezember 2015)
| Platz | Fahrer              |         | Team | Punkte |
| ----- | ------------------- | ------- | ---- | ------ |
| 1.    | Mirsamad Pourseyedi | Iran    | TPT  | 378    |
| 2.    | Jakub Mareczko      | Italien | STH  | 362    |
| 3.    | Andrea Palini       | Italien | SKD  | 356    |
| 4.    | Hossein Askari      | Iran    | PKY  | 335    |
| 5.    | Mattia Gavazzi      | Italien | AMO  | 333    |

| Platz | Team                       |                              | Punkte |
| ----- | -------------------------- | ---------------------------- | ------ |
| 1.    | Pishgaman Giant Team       | Iran                         | 990    |
| 2.    | Skydive Dubai-Al Ahli Club | Vereinigte Arabische Emirate | 839    |
| 3.    | Tabriz Petrochemical Team  | Iran                         | 726    |
| 4.    | Nippo-Vini Fantini         | Italien                      | 342    |
| 5.    | Southeast                  | Italien                      | 339    |

| Platz | Nation     | Punkte |
| ----- | ---------- | ------ |
| 1.    | Iran       | 1655   |
| 2.    | Kasachstan | 620    |
| 3.    | Japan      | 541    |
| 4.    | Südkorea   | 295    |
| 5.    | Hongkong   | 276    |

| Platz | Nation (U23) | Punkte |
| ----- | ------------ | ------ |
| 1.    | Kasachstan   | 283    |
| 2.    | Iran         | 183    |
| 3.    | Südkorea     | 147    |
| 4.    | Japan        | 99     |
| 5.    | Hongkong     | 89     |